# Gertrude Jekyllová

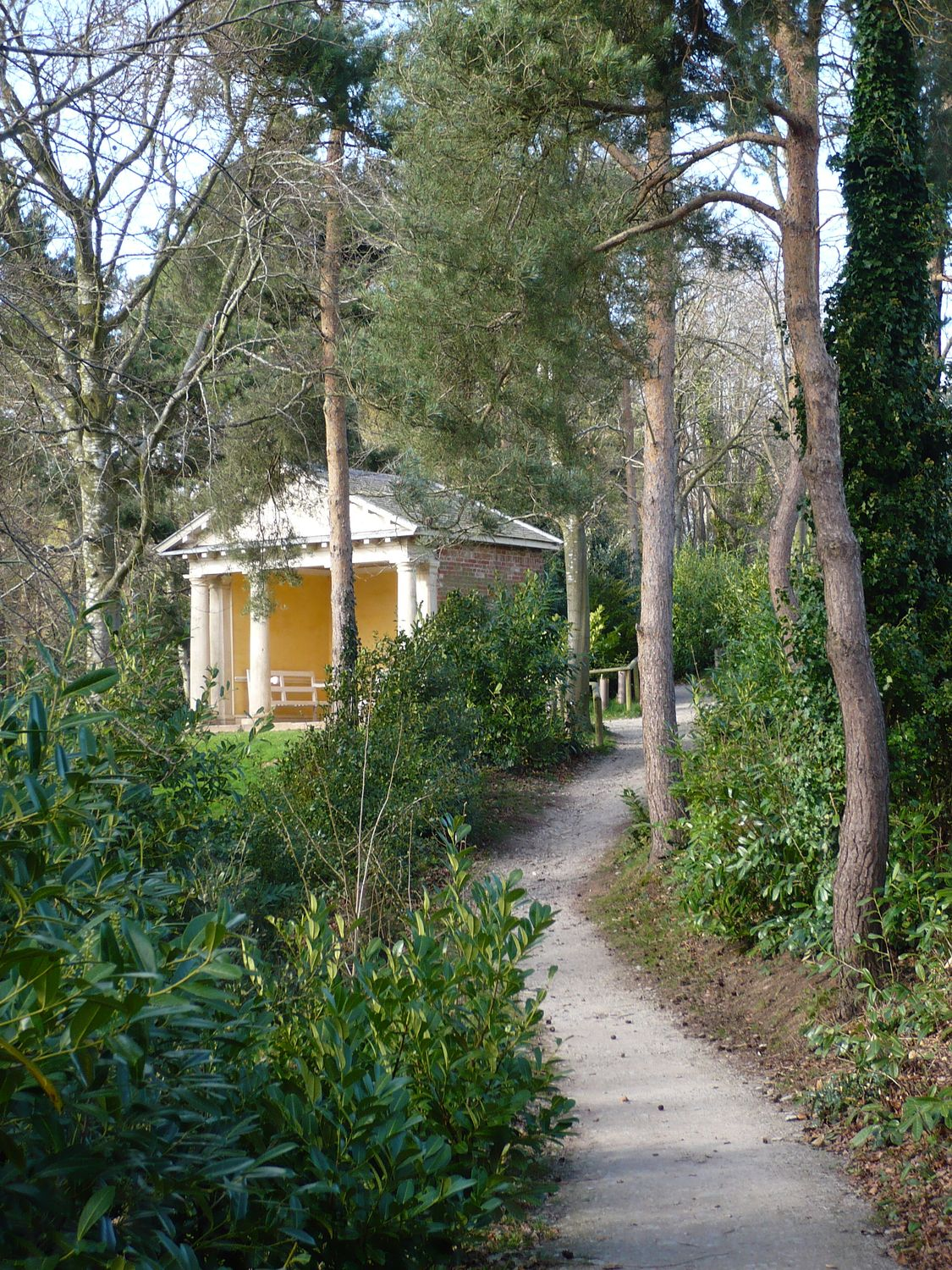
Hestercomne, anglický park "Wild garden".

Gertrude Jekyllová (nepřechýleně Jekyll; 29. listopadu 1843, Londýn – 8. prosince 1932 Bramley) byla vlivná britská zahradní architektka a spisovatelka. Je autorkou více než 400 zahrad v Velké Británii, Evropě a USA. Gertrude Jekyllová přispěla více než tisícovkou článků do časopisů, jako je Country Life, The Garden a dalších. Gertrude Jekyllová byla označena jako osoba s největším vlivem v zahradním designu mezi anglickými a americkými nadšenci zahradnictví.
Po této významné autorce a zahradnici je pojmenována odrůda růže Gertrude Jekyll anglického šlechtitele Davida Austina.

## Mládí
G. Jekyllová se narodila v Grafton Street 2., v Mayfair, v Londýně, jako páté ze sedmi dětí kapitána Edwarda Josepha Hilla Jekylla, důstojníka granátníků, a jeho manželky Julie Hammersley. Její mladší bratr, reverend Walter Jekyll, byl přítel Roberta Louise Stevensona, který si vypůjčil jeho příjmení pro svou slavnou novelu Strange Case of Dr. Jekyll and Mr. Hyde. V roce 1848 se její rodina opustila Londýn a přestěhovala se do Bramley House v hrabství Surrey, kde strávila svá nejdůležitější mladá léta.

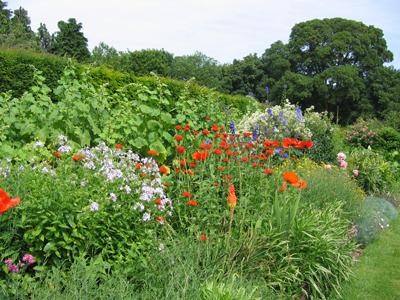
Záhon upravený Gertrudou Jekyll v Manor House, Upton Grey, Hampshire.

## Tvůrčí život
G. Jekyllová se stala částí jednoho z nejvlivnějších a historicky nejznámějších zahradnických hnutí Arts and Crafts, díky své spolupráci s anglickým architektem sirem Edwinem Lutyensem, pro jehož stavební projekty vytvořila řadu zahradnických návrhů, a který také navrhl její dům Munstead Wood v blízkosti Godalming v Surrey. (V roce 1900, Lutyens a bratr Herbert Jekyll navrhli britský pavilon na pařížské výstavě.) Svým dílem měla vliv na mnoho zahradních architektů nejen v Evropě, ale i na nejvýznamnější zahradní architekty v USA.
G. Jekyllová je někdy připomínána pro svůj vynikající design a jemný, malířský přístup k uspořádání zahrad, které vytvářela, zejména svými trvalkovými květinovými záhony. Postupy o tom, jak pracovat s barvami, byly u G. Jekyllové ovlivněny malířem Williamem Turnerem a impresionismem, teoriemi o barevném kruhu. V pozdější době G. Jekyllová shromažďovala obrovské množství rostlin, pouze za účelem uchování pro četné instituce po celé Británii. Tato její čistá vášeň pro zahradnictví se projevila ve škole umění v South Kensingtonu, South Kensington School of Art, kde se zamilovala do tvůrčího umění zahradní architektury. V době své smrti, byla autorem více než 400 zahrad ve Velké Británii, Evropě a několika v Severní Americe.

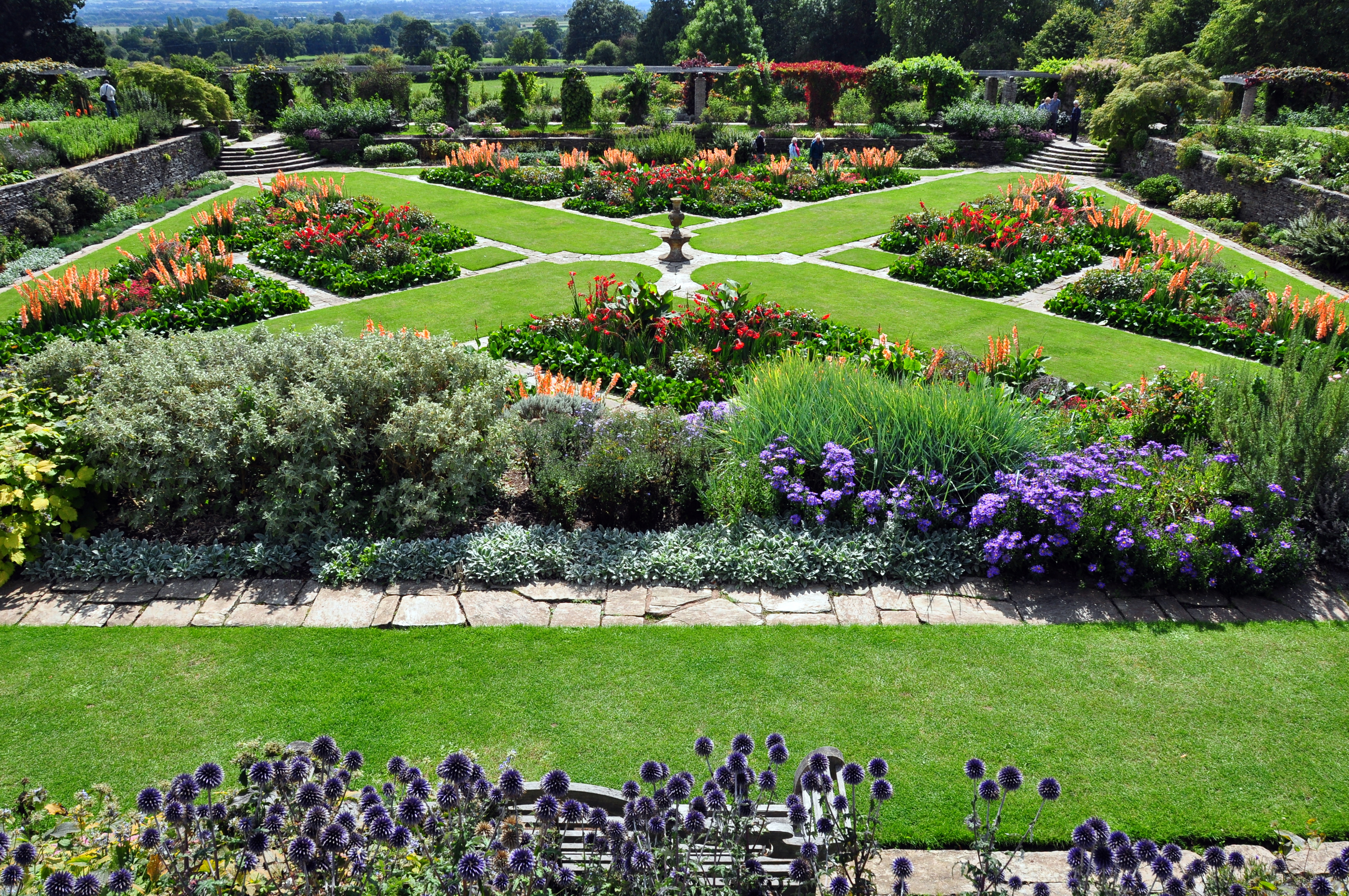
Zahrady Hestercombe Gardens

## Literární dílo
G. Jekyllová byla také známa svým plodným psaním. Napsala více než patnáct knih, mimo Wood and Garden a své nejslavnější knihy Barvy v květinové zahradě, také memoáry. Jekyllová nechtěla omezit svůj vliv na výuku praktického zahradnictví, ale chápala ji jako další krok ke studiu zahradnictví a rostlin samotných. Její představa, že rostliny by měly být zobrazeny nejlépe, když jsou jako řezané květiny umístěny nebo aranžovány v domě, ji vedl k návrhům vlastní řady skleněných váz pro květiny.
G. Jekyllová se později se vrátila do krajiny svého dětství v obci Bramley, v Surrey navrhla zahradu v Snowdenham Lane nazývanou Millmead. Měla také zájem o tradiční venkovské domy s nábytkem a venkovská řemesla, a obávala se, že vymizí. Její kniha Old West Surrey (1904) zaznamenává mnoho aspektů z 19. století, život na venkově, s více než 300 fotografiemi pořízenými G. Jekyllovou.

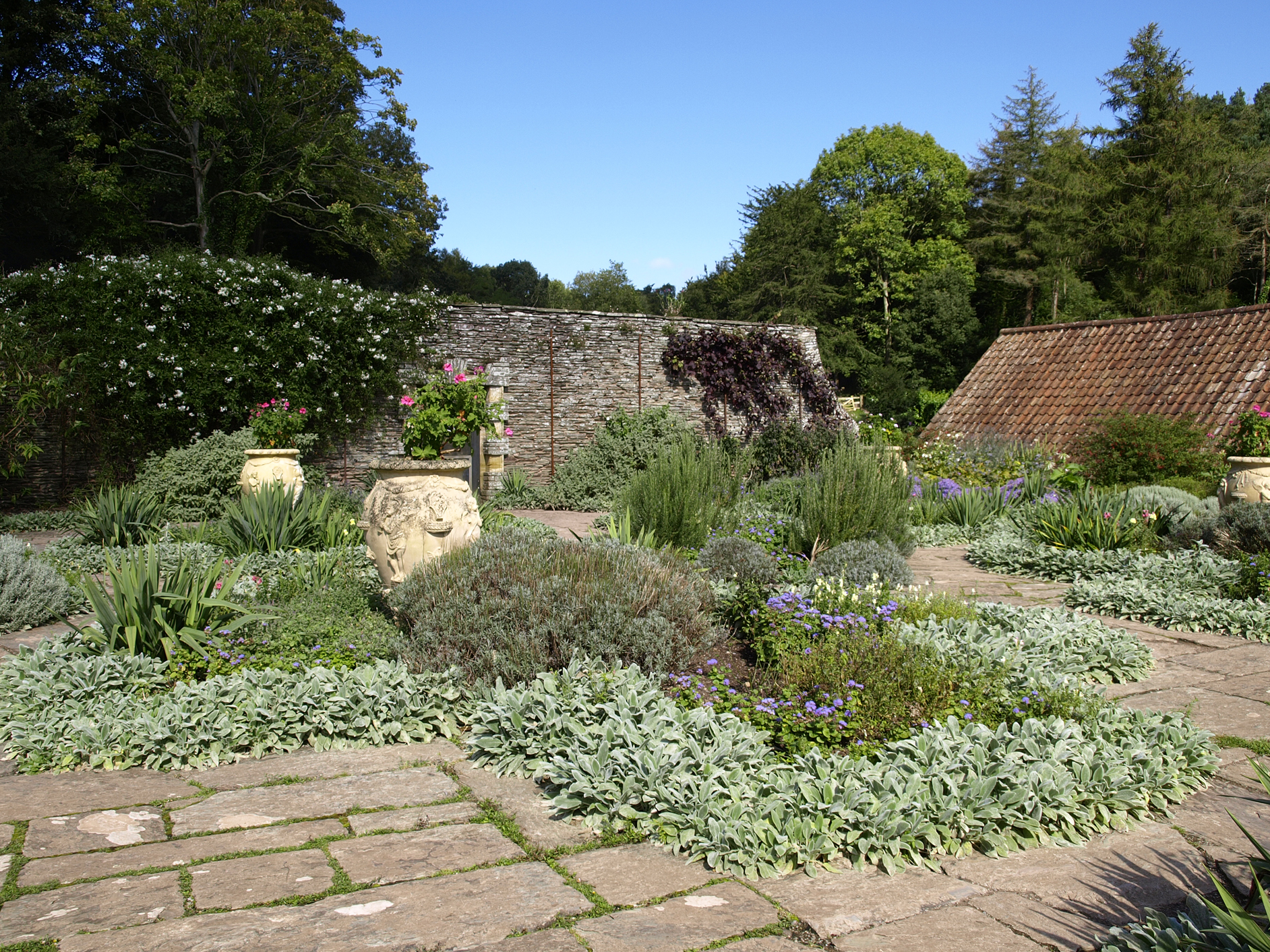

### Barvy v květinové zahradě
V pracích jako Colour Schemes for the Flower Garden (1908, upraveno a znovu vydáno několikrát, naposledy v roce 1988, česky překlad původní práce jako „Barvy v květinové zahradě“ ) položila důraz na společné použití vhodných druhů rostlin ve případných umístěních, řešila jak dosáhnout co nejvhodnějšího a co nejdelšího období květu v dané kompozici, doporučovala některé méně obvyklé barevné kombinace a druhy. Jak píše, celý život se zabývala hledáním té nejvhodnější kombinace rostlin, kterými dosáhne co nejlepšího efektu celý rok. Jisté možnosti ze své zkušenosti nabízí. Zabývala se úpravami výsadby s jarními květinami a cibulovinami zapojenými do parkové výsadby a do trávníku, tedy něčím, co bylo řešeno jako nový nápad na konci 20. století. Přišla zde se zajímavým a efektním řešením výsadby cibulovin do na jaře světlých a během vegetace stinných vysokých listnatých porostů. Řeší opomíjené použití kapradin, vřesovištních rostlin a kombinace vhodné pro divokou zahradu a zabývá se v textu hlouběji touto kompozicí. Neodmítá však ani pravidelné zahrady a doporučuje používání hrnkových květin jako letniček pro efekty vedoucí k zvýraznění barevnosti kompozice, trvalek jako doplnění míst poškozených nebo odkvetlých rostlin, tedy pro dokonalost celku. Spolu s některými dalšími autory předbíhá dobu způsobem výsadby u návrhů úprav "divoké zahrady". Rozebírá květinové záhony pro jednotlivá období i jejich obruby a kompozici druhů pro různé účely. Zabývá se efekty vzhledu dřevin v zimě, zejména působením barvy kůry kmene a větví, jak u jednotlivých dřeviny tak ve skupinách, mladých či starých, pravidelně nebo nepravidelně nebo vůbec neřezaných nebo řezaných. Což je téma, které je znovu řešeno až na konci 20. století. G. Jekyllová však dochází k jiným výsledkům než jiní významní architekti v Anglii (např. H. Repton), vzhledem k sledovaným cílům.
Na více místech se zabývá poetikou kompozice, ale také barevně vyladěnými zahradami jako je "Bílá zahrada" nebo "Modrá zahrada". Jako zkušený zahradní architekt a barevně cítící člověk je kritizuje. Pokouší se načrtnout některé druhy zahrad, mezi jinými i ovocný sad doplněný okrasnými prvky. Pokouší se dosáhnout toho, aby prostor sloužící praktickému účelu byl rovněž krásný. V ovocném sadě preferuje výsadbu nejedlých druhů ovoce sloužící jako potrava výhradně ptákům.
V knize rovněž naznačuje, že jí špatně slouží zrak, že její zahrada je velmi pracná a úpravy velice nákladné, takže své přání zřejmě nezvládne nikdy realizovat a že by byla ráda v této zvláště špatné a chudobné době (začátek 20. století) alespoň za nájemníka, který by ji příliš neobtěžoval a dobře platil malou činži.
Celkově lze toto dílo, které lze naprosto bezpochyby označit jako bestseller, protože jde o jedno z nejoblíbenějších, nejprodávanějších a nejpřekládanějších děl populární zahradnické literatury. Lze je považovat za přínosné, poučné, přesné, vycházející ze skutečnosti, dobře napsané, s kreativními nápady a to i na počátku 21. století.

## Upton Grey Manor House

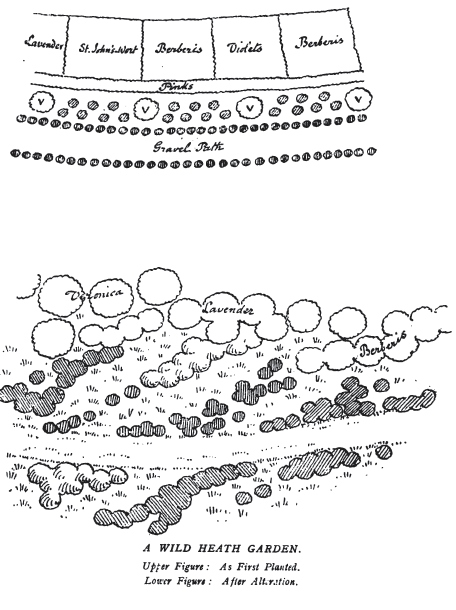
Obrázek, kde G.Jekyllová popisuje rozdíl mezi výsadbou běžného zahradníka (nahoře) a svou (dole).

Zahrada "Gertrude Jekyll's Garden" pochází z počátku 20. století, obklopuje dům v Upton Grey v anglickém hrabství Hampshire. Souřadnice místa jsou 51.231275 ° N 1.001501 ° W. Gertrude Jekyll vytvořila plány pro čtyřiapůlakrovou zahradu na zámku v Upton Grey v roce 1907. Na tomto místě vypracovala jednu ze svých nejmalebnějších zahrad. Obsahuje mnoho rysů typických pro její zahrady, ale v mnohem menším měřítku než většina jejích dalších úprav.
Na západ od domu je zahrada „Wild garden“. Některé z původních pásů narcisů vysázených G. Jekyllovou zůstalo na konci divoké zahrady, tak jak navrhla. Na východ od domu stojí je upravena pravidelná zahrada. Zde nejsou žádné zaoblené linie, G. Jekyllová zde navrhla růže a typické trvalkové záhony, jejichž barvy přechází v pásech od chladných po teplé červenofialové odstíny a zpět znovu k modré a světlé barvě. Tenisové a bowlingové trávníky jsou obklopeny tisy. Za živými ploty jsou keře lísek, ovocná zahrada, zeleninová zahrada, příslušenství a záhony. Zahrada delší dobu chátrala až do roku 1986. Celá zahrada byla věrně obnovena tak, jak ji G. Jekyllová popisuje. Je možná prohlídka, avšak pouze po předchozí domluvě.

## Ocenění
G. Jekyllová byla oceněna pamětní medaili „Veitch Memorial Medal“ a „Victoria Medal of Honour“ od společnosti Royal Horticultural Society.

## Smrt
G. Jekyllová je pohřbena na hřbitově u Busbridgského kostela, dříve známého jako kostel svatého Jana Křtitele, Busbridge, Godalming, vedle svého bratra a jeho manželky, pana Herberta Jekylla, KCMG a Lady Agnes Jekyll, DBE. Pomník byl navržen sirem Edwinem Lutyensem.